# 泉佐野市立日根野中学校
泉佐野市立日根野中学校（いずみさのしりつひねのちゅうがっこう）は、大阪府泉佐野市にある公立中学校。
近隣の大阪府立佐野支援学校との交流活動をおこなっている。隣には泉佐野市立日根野小学校があり、泉佐野市立日根野小学校、泉佐野市立大木小学校、泉佐野市立上之郷小学校から成り立つ。生徒は500人ほど。

## 沿革
- 1950年（昭和25年） - 泉南郡日根野村・上之郷村・大土村による学校組合立中学校として開校。
- 1954年（昭和29年）4月1日 - 合併に伴い、泉佐野市立中学校となる。
- 2000年（平成12年） - 新校舎完成。

## 交通
- 阪和線・関西空港線 日根野駅 南へ約1.2km。